# Forum Scientiarum
Das Forum Scientiarum (offizielle Schreibweise: FORUM SCIENTIARUM, lateinisch für Platz der Wissenschaften) ist eine zentrale Bildungseinrichtung der Eberhard Karls Universität Tübingen.
Das Forum dient der Förderung des interdisziplinären Dialogs in Forschung und Lehre. Es soll ein Ort sein, „an dem die Wissenschaften gemeinsam an Sachproblemen arbeiten, über ihr Verhältnis zueinander nachdenken und im Dialog ihre eigenen Grundlagen reflektieren“, so die Einrichtung in ihrer Selbstdarstellung.
Das Forum wurde mit Unterstützung der Udo Keller Stiftung Forum Humanum, der Familie Klett und der Evangelischen Landeskirche in Württemberg als Teil der Tübinger Exzellenzinitiative gegründet und hat seinen Sitz im Studienhaus der Udo Keller Stiftung in der Doblerstraße 33 in Tübingen.

## Lehrveranstaltungen
Das Forum Scientiarum führt seit 2006 Jahr für Jahr ein zweisemestriges Studienkolleg durch. Darin durchlaufen 25 nach strengen akademischen Kriterien ausgewählte Studierende ein Seminar- und Vortragsprogramm und arbeiten in kleinen Teams an eigenen Forschungsprojekten. Außerdem veranstaltet das Forum mehrere internationale Akademien und Summer Schools pro Jahr und betreut diverse universitäre Arbeitskreise von Studierenden und Wissenschaftlern.

## Öffentliche Veranstaltungen
Die „CIN Dialogues at the Interface of the Neurosciences and the Arts and Humanities“ sollen den Austausch zwischen Neuro- und Geistes- und Sozialwissenschaften fördern sowie den Austausch zwischen der akademischen und der nicht-akademischen Welt. Durch das systematische Überschreiten von Fächergrenzen sollen sich neue unerwartete Perspektiven eröffnen. Die CIN Dialogues werden vom Werner Reichardt Centrum für Integrative Neurowissenschaften (CIN) und dem Forum Scientiarum gemeinsam organisiert.
Auch die Unseld Lectures, eine jährliche Vorlesungsreihe, sollen den Dialog zwischen den Wissenschaften fördern, insbesondere den zwischen den Natur- und Geisteswissenschaften. Sie sind „ein Ort, an dem der Dialog mit Spitzenwissenschaftlern öffentlich und auf höchstem Niveau geführt wird“. Dazu kombinieren sie die drei Formate Festvortrag, Disputation und Meisterkurs. Sie werden finanziert und organisiert vom Forum Scientiarum, der „edition unseld“ des Suhrkamp Verlags Frankfurt, der Udo Keller Stiftung Forum Humanum und der Universität Tübingen.
Bisherige Redner und Lehrer der Unseld Lectures waren der Nobelpreisträger für Physik Robert B. Laughlin (2008), der Philosoph Peter Sloterdijk (2009), die Philosophin Martha C. Nussbaum (2010), der Neurobiologe Humberto Maturana (2011), der Biologe Frans de Waal (2012), der Sozialwissenschaftler Charles Taylor (2013), der Neurowissenschaftler António Damásio (2014) und der Anthropologe Michael Tomasello (2015). Im Jahr 2016 wird der britische Politikwissenschaftler und Soziologe Colin Crouch Gast der Unseld Lectures sein.